# Rouge (pièce de théâtre)
Pour les articles homonymes, voir Rouge (homonymie) et Red.
Rouge (en anglais Red) est une pièce de théâtre consacrée à la vie du peintre Mark Rothko écrite par John Logan, et créée en 2009 à la Donmar Warehouse de Londres. 
La pièce a été adaptée en français par Jean-Marie Besset.

## Argument
En 1958-59, plusieurs peintures murales sont commandées au peintre Mark Rothko pour The Four Seasons Restaurant. Ken, l'assistant de Rothko, qui l'aide à préparer le travail, lui pose des questions sur son art.

## Distinctions
- Drama League Awards 2010[1]
  - Meilleure production
  - Meilleure performance pour Alfred Molina
- Tony Awards 2010[2] : 
  - Tony Award de la meilleure pièce
  - Tony Award du meilleur second rôle masculin dans une pièce pour Eddie Redmayne
  - Tony Award de la meilleure mise en scène pour une pièce pour Michael Grandage
  - Tony Award des meilleurs décors pour une pièce
  - Tony Award des meilleures lumières pour une pièce
  - Tony Award du meilleur son pour une pièce
  - Nommé au Tony Award du meilleur acteur dans une pièce pour Alfred Molina
- Molières 2020
  - Molière du comédien dans un spectacle de théâtre privé pour Niels Arestrup
  - Nommé au Molière du comédien dans un second rôle pour Alexis Moncorgé
  - Nommé au Molière du théâtre privé
  - Nommé au Molière du metteur en scène d'un spectacle de théâtre privé pour Jérémie Lippmann
  - Nommé au Molière de la création visuelle